# Tim Wulff
Tim Wulff (* 20. Juni 1987 in Schleswig) ist ein deutscher Fußballspieler.

## Karriere
Wulff begann mit dem Fußballspielen beim Rendsburger TSV und Büdelsdorfer TSV. Seine Profilaufbahn begann er 2005 bei Holstein Kiel. Dort gehörte der junge Stürmer zunächst der zweiten Kieler Mannschaft an, nach zehn Toren in seinem ersten Oberligajahr kam er aber bereits im November 2006 in der ersten Mannschaft zum Einsatz. In der Regionalliga Nord absolvierte er 38 Spiele und schoss 14 Tore. Mit Holstein Kiel stieg Wulff in der Saison 2008/09 in die 3. Liga auf, daran war er mit neun Toren in 22 Spielen beteiligt. Tim Wulff bestritt zudem drei Spiele um den DFB-Pokal. Im August 2010 erlitt er eine Verletzung während des Trainings. Nach seinem Comeback sicherte er mit einem Kopfballtor seinem Verein im Dezember 2011 die Herbstmeisterschaft. Dennoch scheiterte er am Saisonende 2011/12 mit Kiel als Vizemeister am Wiederaufstieg in die 3. Liga. Er trug bei den 'Störchen' die Rückennummer 10.
Im Juni 2012 wechselte Wulff zum Neuaufsteiger der Regionalliga Nord, ETSV Weiche Flensburg (seit Juli 2017 SC Weiche Flensburg 08). Beim Neuling aus Flensburg fand der Angreifer zu alter Stärke zurück und erzielte gleich in seiner ersten Saison zehn Tore. In der Spielzeit 2013/14 erreichte ETSV Weiche den sechsten Tabellenplatz, Wulff war daran mit 13 Toren in 33 Spielen beteiligt.
Zudem ist er Geschäftsführer des Flensburger Fitnessstudio „Körperpuls“.